# Măgureni (okręg Hunedoara)
Măgureni – wieś w Rumunii, w okręgu Hunedoara, w gminie Beriu. W 2011 roku liczyła 5 mieszkańców.